# Sara Ramírez
Sara Ramírez (španělská výslovnost: [ˈsaɾa raˈmiɾes]IPA, přechýleně Ramírezová, * 31. srpna 1975) je mexicko-americká herečka a zpěvačka, identifikující se jako nebinární. Nejvíce se proslavila rolí doktorky Callie Torresové v televizním seriálu stanice ABC Chirurgové. V roce 2005 získala cenu Tony v kategorii nejlepší herečka v muzikálu za roli Jezerní dámy v monthypythonském muzikálu Spamalot.

## Životopis
Narodila se v pobřežním letovisku Mazatlán ve státě Sinaloa na pacifickém pobřeží Mexika. Její otec je Mexičan a matka Irka. Když jí bylo osm, přestěhovala se s matkou do Spojených států amerických do San Diega v Kalifornii. Po absolvování Sandiegské školy múzických umění studovala na Juilliardově škole v New Yorku.

## Kariéra
V roce 1998 debutovala na Broadwayi ve hře The Capeman od Paula Simona. O rok později se objevila ve hře The Gershwins' Fascinating Rhythm a za roli, kterou v ní ztvárnila, byla navržena na cenu Outer Critics Circle Award. Hrála rovněž v muzikálech A Class Act (2001), Dreamgirls (2001) a divadelní hře Monology vagíny. V roce 2004 byla obsazena do muzikálu Spamalot, za roli získala cenu Tony v kategorii Nejlepší herečka v muzikálu.
V roce 2006 se připojila k obsazení seriálu stanice ABC Chirurgové jako doktorka Calliope „Callie“ Torres. Ve třetí sérii byla její postava povýšena na hlavní. Pro soundtrackové album seriálu k 6. sérii nazpívala písničku „Silent Night“. Svůj hlas také předvedla v epizodě „Song Beneath the Song“. Své debutové EP s názvem Sara Ramirez vydala 27. března 2011. Na albu se objevily 4 písně: „Brak My Heart“, „Waitin“, „Eye to Eye“ a „The Story“. Seriál opustila v roce 2016.
Od roku 2013 propůjčuje svůj hlas postavě královny Mirandy v animovaném seriálu Sofie První. V roce 2017 se připojila k obsazení seriálu Madam Secretary v roli Kat Sandoval. V květnu 2021 bylo oznámeno obsazení Ramírez do nového pokračování Sexu ve městě.

## Osobní život
Dne 17. června 2011 se v Paříži zasnoubila se svým dlouhodobým partnerem Ryanem Deboltem, finančním analytikem společnosti TIMEC. Dne 4. července 2012 se pár vzal v New Yorku.
V říjnu 2016 se veřejně identifikovala jako bisexuální a queer. V srpnu 2020 se označila za nebinární a vyjádřila se, že jí vyhovuje být označována zájmeny ona či oni.

## Filmografie

### Film
| Rok  | Název                | Role                    | Poznámky |
| ---- | -------------------- | ----------------------- | -------- |
| 1998 | Láska přes internet  | Rose                    |          |
| 2002 | Spider-Man           | policistka              |          |
| 2002 | Washington Heights   | Belkis                  |          |
| 2002 | Chicago              | dámské obsazení (hlasy) |          |
| 2003 | When Ocean Meets Sky | Peggy Fears (hlas)      |          |

### Televize
| Rok       | Název                                     | Role                    | Poznámky                                                   |
| --------- | ----------------------------------------- | ----------------------- | ---------------------------------------------------------- |
| 2000      | Star Patrol                               | poručík Vena            | TV film                                                    |
| 2000      | Všichni starostovi muži                   | Carol Quinn             | díl: „About Last Night“                                    |
| 2000      | Třetí hlídka                              | Gwen Girard             | díl: „The Tys That Bind“                                   |
| 2000      | Welcome to New York                       | Linda                   | díl: „The Crier“                                           |
| 2000      | Zákon a pořádek: Útvar pro zvláštní oběti | slečna Barrerová        | díl: „Baby Killer“                                         |
| 2002      | Baseball Wives                            | Gabriella Martinez      | TV film                                                    |
| 2002      | Zákon a pořádek: Útvar pro zvláštní oběti | Lisa Perez              | díl: „Chameleon“                                           |
| 2003      | Naked Hotel                               | neznámá                 | TV film                                                    |
| 2003      | As the World Turns                        | Hannah Bulut            | 1 díly                                                     |
| 2004      | Policie New York                          | Irma Pacheco            | díl: „Who's Your Daddy?“                                   |
| 2012      | Sofie První: Byla nebyla jedna princezna  | Královna Miranda (hlas) | TV film                                                    |
| 2013      | Sofie První: Plovoucí zámek               | Královna Miranda (hlas) | TV film                                                    |
| 2014      | Dora průzkumnice                          | Srdcová královna (hlas) | díl: „Dora in Wonderland“                                  |
| 2014      | Sofie První: Kletba princezny Ivy         | Královna Miranda (hlas) | TV film                                                    |
| 2006–2016 | Chirurgové                                | Calliope Torres         | vedlejší role (2- řada) hlavní role(3.–12. řada), 241 dílů |
| 2016      | Elena a tajemství Avaloru                 | Královna Miranda (hlas) | TV film                                                    |
| 2013–2018 | Sofie První                               | Královna Miranda (hlas) | hlavní role (1.–4. řada), 54 dílů                          |
| 2017–2019 | Madam Secretary                           | Kat Sandoval            | hlavní role (4.–5. řada), 36 dílů                          |

### Videohry
| Rok  | Název                | Role          | Poznámky   |
| ---- | -------------------- | ------------- | ---------- |
| 1999 | UmJammer Lammy       | Lammy (voice) | Video Game |
| 2001 | PaRappa the Rapper 2 | Lammy (voice) | Video game |

### Divadlo
| Rok  | Název                             | Role                 | Poznámky                            |
| ---- | --------------------------------- | -------------------- | ----------------------------------- |
| 1998 | The Capeman                       | Wahzinak             | Marquis Theatre                     |
| 1999 | The Gershwins' Fascinating Rhythm |                      | Longacre Theatre                    |
| 2001 | A Class Act                       | Felicia              | Ambassador Theatre                  |
| 2001 | Dreamgirls                        |                      | Ford Center for the Performing Arts |
| 2002 | Monology vagíny                   |                      | Westside Theatre                    |
| 2005 | Spamalot                          | The Lady of the Lake | Shubert Theatre                     |

## Ocenění a nominace
| Rok  | Ocenění                    | Kategorie                                                           | Práce                             | Výsledek  |
| ---- | -------------------------- | ------------------------------------------------------------------- | --------------------------------- | --------- |
| 1999 | Outer Critics Circle Award | nejlepší ženský herecký výkon: muzikál                              | The Gershwins' Fascinating Rhythm | nominace  |
| 2005 | Cena Tony                  | nejlepší ženský herecký výkon: muzikál                              | Monty Python's Spamalot           | vítězství |
| 2005 | Outer Critics Circle Award | nejlepší ženský herecký výkon: muzikál                              | Monty Python's Spamalot           | vítězství |
| 2005 | Drama League Award         | nejlepší herecký výkon                                              | Monty Python's Spamalot           | nominace  |
| 2006 | Satellite Awards           | nejlepší seriálové obsazen                                          | Chirurgové                        | vítězství |
| 2007 | Screen Actors Guild Awards | nejlepší seriálové obsazení: drama                                  | Chirurgové                        | vítězství |
| 2007 | Imagen Awards              | nejlepší seriálová herečka ve vedlejší rol                          | Chirurgové                        | nominace  |
| 2007 | ALMA Award                 | nejlepší herečka ve vedlejší roli: seriál, mini-seriál nebo TV film | Chirurgové                        | nominace  |
| 2008 | Screen Actors Guild Awards | nejlepší seriálové obsazení: drama                                  | Chirurgové                        | nominace  |
| 2008 | ALMA Award                 | nejlepší seriálová herečka: drama                                   | Chirurgové                        | nominace  |
| 2009 | ALMA Award                 | nejlepší seriálová herečka: drama                                   | Chirurgové                        | nominace  |
| 2011 | NAACP Image Award          | nejlepší seriálová herečka ve vedlejší roli: drama                  | Chirurgové                        | nominace  |
| 2011 | ALMA Award                 | nejlepší seriálová herečka: drama                                   | Chirurgové                        | nominace  |
| 2012 | ALMA Award                 | nejlepší seriálová herečka ve vedlejší roli                         | Chirurgové                        | nominace  |
| 2016 | People's Choice Awards     | nejoblíbenější seriálová herečka: drama                             | Chirurgové                        | nominace  |